# Janez Pleteršek
Janez Pleteršek, slovenski smučar, * 19. junij 1960, Maribor.
Pleteršek je za Jugoslavijo nastopil na Zimskih olimpijskih igrah 1984 v Sarajevu, kjer je nastopil v smuku in zasedel 27. mesto. 